# Ču Caj-jü
Ču Caj-jü (Čínština: znaky 朱載堉, pinyin Zhū Zǎiyù; 1536 – 19. květen 1611) byl čínský aristokrat, člen dynastie Ming. Věnoval se hudbě a teorii hudby, jako jeden z prvních autorů roku 1584 publikoval práci popisující rovnoměrně temperované ladění.

## Jména
Ču Caj-jü používal zdvořilostní jméno Po-čchin (čínsky pchin-jinem bóqín, znaky 伯勤) a pseudonym Ťü-čchü šan-žen (čínsky pchin-jinem Jùqǔ shānrén, znaky 句曲山人). Obdržel posmrtné jméno Tuan-ťing (čínsky pchin-jinem Duānjìng, znaky 端靖).

## Život a dílo

Ču Caj-jü – tanec s vlajkou

Ču Caj-jü se narodil roku 1536 v Čchin-jangu v provincii Che-nan ve vysoce postavené rodině náležející k tehdejší vládnoucí dynastii Ming, byl nejstarším synem Ču Chou-wana, knížete z Čeng, a v šestém pokolení potomkem čtvrtého císaře dynastie Chung-siho.
Ču Chou-wan byl důsledný konfucián, skromný a umírněný v chování, ale znepřátelil si císaře Ťia-ťinga, když mu roku 1548 zaslal memorandum, ve kterém protestoval proti císařovu zaujetí taoismem. Po dvou letech ho navíc jeden z bratranců obvinil ze zrady, císařská vyšetřující komise sice nalezla jen drobné prohřešky, císař však Ču Chou-wana zbavil titulů a hodností a poslal do domácího vězení ve Feng-jangu, kde byli drženi provinilci z císařského rodu. Rehabilitován byl až roku 1567, po nástupu císaře Lung-čchinga. Ču Caj-jü tak vyrůstal bez otce a oženil se až roku 1570.
Roku 1593 zdědil titul knížete z Čeng, ale rezignoval ve prospěch svého bratrance. Císař uspokojil jeho žádost až roku 1606 a ponechal mu titul „následník knížete“ (世子, š’-c’).
Ču Caj-jü sdílel s otcem zájem o osudy ostatních příslušníků dynastie, opakovaně (a neúspěšně) navrhoval panovníkovi, aby povolil nadaným členům císařského rodu studovat, skládat zkoušky a zastávat úřady. V prvé řadě se však během života soustředil se na vědu, pod vlivem otce, se kterým po jeho propuštění spolupracoval. Je autorem 28 či 29 spisů. Psal zejména o teorii hudby a hudební historii, tanci a taneční hudbě. Věnoval se i kalendáři, matematice (nezbytné pro jeho práci na kalendáři a hudební teorii) a fonologii. Tři z jeho teoretických prací rozvíjejí myšlenku rovnoměrně temperovaného ladění – Lü-süe sin-šuo publikované roku 1584, Lü-lü ťing-i napsaná v letech 1595/96, publikovaná po roce 1606) a Suan-süe sin-šuo vydaná roku 1603. Svými spisy se zařadil mezi nejdůležitější čínské hudební historiky, přičemž rovnoměrně temperované ladění popsal dříve, než se (v letech 1605–1608) analogické práce objevily v Evropě.
Ču Caj-jüovo studium kalendáře vyústilo v návrhy na jeho zpřesnění, kvůli odporu Astromického úřadu, jehož učenci drželi svá místa dědičně, byly návrhy Ču Caj-jüa a jeho otce odmítnuty. Dvojice však zahájila diskuzi, která o tři desetiletí později vyústila v reformy pod vedením Sü Kuang-čchiho, již pod vlivem evropské vědy.
Zemřel roku 1611, císař mu udělil posmrtné jméno Tuan-ťing (端靖), jeho plný posmrtný titul je „knížecí následník Tuan-ťing z Čeng“ (鄭端靖世子, Čeng Tuan-ťing š’-c’).